# Fredensborg
 Denne artikel handler om selve byen Fredensborg. Ordet Fredensborg bruges ofte også som en kort betegnelse for Fredensborg Kommune.
 For alternative betydninger, se Fredensborg (flertydig). (Se også artikler, som begynder med Fredensborg)
Fredensborg er en stationsby i Nordsjælland mellem Hillerød og Helsingør med 8.925 indbyggere  (2024), beliggende i Fredensborg Kommune i Region Hovedstaden. Fredensborg Slot ligger en smule vest for centrum og har navngivet hele byen. Byen har en jernbanestation, Fredensborg Station, som ligger midt i byen.
Fredensborg har, i kraft af Fredensborg Slot, med tiden haft besøg af prominente politikere, paver, fyrstelige og kongelige samt sportsudøvere heriblandt Bill Clinton; George W. Bush; Hirohito; Nikita Khrusjtjov; Jurij Gagarin; Josip Broz Tito; der alle boede på byens berømte kro Fredensborg Store Kro. FC Barcelonas, da det skulle spille mod Brøndby IF i UEFA Champions League; Pave Johannes Paul 2., den russiske zar Aleksandr 3. af Rusland samt den engelske konge Edvard 7. af Storbritannien.

## Historie

### Slotsbyen
Fredensborg bestod i midten af 1800-tallet for en stor del af landsteder og boliger for pensionister og andre folk, der have trukket sig tilbage, men havde også en del embedsmænd, handlende og håndværkere, var tingsted for Kronborg østre Birk og Hellebæk Birk og bolig for birkedommeren, havde postekspedition, 2 gæstgiverier og var valgsted. I 1857 blev opført ting- og arresthus med kontorer for birkedommeren og arrester for 21 arrestanter, kommuneskole, realskole, betalingsskoler, Dronning Louises Børneasyl (oprettet 1865), en 1866 opført fattig- og forsørgelsesanstalt (maksimal belægning 108), der da blev slået sammen med det Winterfeldt-Vossiske Hospital, apotek, missionshus (opført 1893), Hegels Rekreationshjem (oprettet 1891), var valgsted for Frederiksborg Amts 2. Folketingskreds, havde postkontor (med 1 postmester og 1 ekspedient), telegraf- og telefonstation, 2 hoteller og en station på Nordbanen (anlagt i 1864). Byen havde ingen egen kirke, men benyttede slotskirken.
Fredensborg havde i 1801 443 indbyggere, i 1840 618 indbyggere, i 1860 758 indbyggere, i 1870 776 indbyggere, i 1880 795 indbyggere.

### Byudvikling 1900-1960
I 1911 havde Fredensborg 1.280 indbyggere, hvoraf 105 ernærede sig ved landbrug, 340 ved håndværk og industri, 202 ved handel, 92 ved transport, 482 af egne midler. I 1911 havde Asminderød udviklet sig til en forstad til og bydel i Fredensborg med 459 indbyggere, hvoraf 50 ernærede sig af landbrug, 160 af håndværk og industri, 76 af handel, 19 af transport og 70 af egne midler. Bydelen havde kirke, præstegård og skole, kro og savværk. I 1916 havde byen 1.320 indbyggere og blev beskrevet som "Villaby og Forretningsby". En sparekasse var oprettet i 1902, byen havde 3 hoteller, gasværk, vandværk, købmandsforretninger, møbelfabrik, tobaksfabrik, postkontor, telegrafstation.
I 1930 havde Fredensborg 1.557 indbyggere, hvoraf 89 ernærede sig ved landbrug mm., 420 ved håndværk og industri, 244 ved handel og omsætning, 94 ved transport, 92 ved immateriel virksomhed, 227 ved husgerning, 375 var ude af erhverv og 16 uden oplysninger. Samme år havde Asminderød, der da var vokset sammen med byen, 718 indbyggere, hvoraf 141 ernærede sig ved landbrug mm., 216 ved håndværk og industri, 47 ved handel og omsætning, 59 ved transport, 45 ved immaterial virksomhed, 49 ved husgerning, 143 var ude af erhverv og 13 uden oplysninger.
I 1901 havde Fredensborg 930 indbyggere, i 1906 1.162 indbyggere, i 1911 1.280 indbyggere, i 1916 1.320 indbyggere, i 1921 1.448 indbyggere, i 1925 1.499 indbyggere, i 1930 1.557 indbyggere, i 1935 1.810 indbyggere, i 1940 1.707 indbyggere, i 1945 1.832 indbyggere og i 1950 2.006 indbyggere. I de samme år voksede befolkningen i Asminderød, der hurtigt udviklede sig til en bydel i Fredensborg, fra 366 indbyggere i 1906 til 459 indbyggere i 1911, 463 indbyggere i 1916, 503 indbyggere i 1921, 713 indbyggere i 1930, 639 indbyggere i 1935, 758 indbyggere i 1940, 782 indbyggere i 1945 og 1.075 indbyggere i 1950. Der efter opgjordes ikke længere særskilte indbyggertal: i 1955 havde Fredensborg-Asminderød 3.199 indbyggere og i 1960 3.448 indbyggere.
Befolkningsudviklingen i Fredensborg 1901-1965:
| År   | Fredensborg | Asminderød | I alt Fredensborg by |
| ---- | ----------- | ---------- | -------------------- |
| 1901 | 930         |            | 930                  |
| 1906 | 1.162       | 366        | 1.528                |
| 1911 | 1.280       | 459        | 1.739                |
| 1916 | 1.320       | 463        | 1.783                |
| 1921 | 1.448       | 503        | 1.951                |
| 1925 | 1.499       | 702        | 2.201                |
| 1930 | 1.557       | 713        | 2.270                |
| 1935 | 1.810       | 639        | 2.449                |
| 1940 | 1.707       | 758        | 2.465                |
| 1945 | 1.832       | 782        | 2.614                |
| 1950 | 2.006       | 1.075      | 3.081                |
| 1955 | 3.199       | -          | 3.199                |
| 1960 | 3.448       | -          | 3.448                |
| 1965 | 3.977       | -          | 3.977                |

*Noter: Kilder: diverse folketællinger. Bemærk, at der især ved de ældre er usikkerhed i opgivelserne. - betyder at tallene ikke opgøres særskilt mere.

### Byudviklingsplan
Udviklingen bevirkede, at der i begyndelsen af 1960-erne nedsattes et byudviklingsudvalg for Helsingør-egnen, som også omfattede Asminderød-Grønholt Kommune. Mens Helsingør købstad, Tikøb Kommune og Humlebæk-området blev behandlet for sig, blev Asminderød og Fredensborg behandlet som et særskilt byudviklingsområde med en egen byudviklingsplan. Denne anviste Fredensborgs og Asminderøds fuldstændige sammenbygning og udvikling som et samlet byområde.
I 1963 opførtes Fredensborghusene efter et samlet projekt, tegnet af Jørn Utzon.

## Venskabsbyer
Fredensborg har 6 venskabsbyer.
- Paide
- Ingå
- Nittedal
- Sudbury
- Håbo
- Berleburg